# Bathysa australis
Bathysa australis är en måreväxtart som först beskrevs av A.St.-hil., och fick sitt nu gällande namn av Karl Moritz Schumann. Bathysa australis ingår i släktet Bathysa och familjen måreväxter. Inga underarter finns listade i Catalogue of Life.